# Du bist die Richtige
Du bist die Richtige ist ein österreichisch-deutscher Spielfilm aus dem Jahr 1954 in Schwarzweiß. Begonnen wurde er von Erich Engel und – als dieser die Regie niedergelegt hatte – von Josef von Báky fortgesetzt. Die Hauptrollen sind mit Curd Jürgens, Antje Weisgerber und Elma Karlowa besetzt. Das Drehbuch stammt von Juliane Kay. Es basiert auf der Boulevardkomödie „Die erste Mrs. Selby“ des britisch-irischen Dramatikers St. John Ervine. In der Bundesrepublik Deutschland kam der Streifen zum ersten Mal am 13. Januar 1955 ins Kino.

## Handlung
Es ist schon einige Zeit her, dass sich der berühmte Chirurg Stefan Selby zugunsten einer wesentlich jüngeren Frau von seiner Gattin Käthe scheiden ließ. Anders als in den meisten Fällen verlief die Trennung ohne Streit. Inzwischen hat Stefan ein zweites Mal geheiratet: die temperamentvolle und attraktive Danica. Käthe lebt mit den Zwillingstöchtern Gerda und Toni in der alten Umgebung. Die Freundschaft mit ihrem Jugendfreund, dem Musiker Paul Martens, ist wieder aufgelebt. Der sähe es nur zu gerne, wenn Käthe jetzt ihn heiratete, aber sie verlangt immer Bedenkzeit.
Eines Tages wird Stefan in einem Notfall an das Krankenbett der orientalischen Fürstentochter Fatme gerufen. Es gelingt ihm, das Leben der Kleinen zu retten. Darüber ist nicht nur der fremde Monarch hoch erfreut; auch Stefan ist stolz und möchte seine Tat mit seiner Gattin feiern. Die aber zieht es vor, mit dem Maler Mario zum Tanzen zu gehen. Als tags darauf in den Zeitungen ein Bild mit den Gesichtern von Stefan und der kleinen Prinzessin erscheint, zieht es den Arzt wieder zu seiner geschiedenen Frau. Mit ihr möchte er jetzt auf seinen Erfolg anstoßen. Auch wenn beide dabei merken, dass ihre Scheidung ein Irrtum war, bleibt es bei dem Status quo.
Da ist Danica, die trotz ihrer Eskapaden ihren Mann behalten will, nicht um der Liebe willen, sondern wegen des glanzvollen Lebens an seiner Seite. Nach und nach wird ihr aber bewusst, dass Stefan ihr immer mehr entgleitet. Nach einigen retardierenden Momenten finden die geschiedenen Eheleute wieder zueinander. Danica zieht mit ihrem Maler ins Ausland.

## Ergänzungen
Gedreht wurde der Streifen in den Studios der Donau-Film in Wien-Sievering und Wien-Schönbrunn, die Außenaufnahmen entstanden in Wien und Umgebung. Die Bauten wurden vom Filmarchitekten Eduard von Borsody geschaffen. Gerdago steuerte die Kostüme bei. Die Musik komponierte Wolfgang Russ-Bovelino unter Verwendung des von Heino Gaze und Aldo von Pinelli geschriebenen Titelliedes.

## Kritik
Das Lexikon des internationalen Films bemerkt lediglich, der Film sei effektvoll und gepflegt inszeniert.

## Quelle
- Programm zum Film: Das Neue Film-Programm, erschienen im gleichnamigen Verlag H. Klemmer & Co., Neustadt an der Weinstraße, ohne Nummernangabe